# トーマス・クライネ
トーマス・クライネ（Thomas Kleine、1977年12月28日 - ）は、ドイツの元サッカー選手、サッカー指導者。ポジションはディフェンダー。

## 選手経歴
1998年にバイエル・レバークーゼンでキャリアをスタートし、アマチュアチームで数年間過ごした後、2001年12月19日のVfLヴォルフスブルク戦でブンデスリーガデビューを果たした。
シーズン後半にはブンデスリーガでさらに6試合出場し、UEFAチャンピオンズリーグでもFCバルセロナ戦やマンチェスター・ユナイテッドFC戦などグループステージの7試合に出場し、決勝のレアル・マドリード戦でもベンチ入りした。チームはブンデスリーガ、DFBポカール、チャンピオンズリーグの全てで準優勝に終わった。
2003年夏、トップチームでのレギュラー定着を目標に、2. ブンデスリーガのSpVggグロイター・フュルトに加入した。このクラブで4シーズンに渡り131試合に出場すると、最後のシーズンに9得点を挙げたことでハノーファー96が興味を示し、2007年2月13日に2007-08シーズンからの移籍が決定した。
2008年1月、ボルシア・メンヒェングラートバッハに移籍金70万ユーロで移籍した。2010年7月1日、グロイター・フュルトに復帰した。

## 指導者経歴
グロイター・フュルトIIの監督を長年務めた後、SpVggバイロイトの監督に就任した。2023年5月に解任された。
2025年5月、グロイター・フュルトの暫定監督に就任した。